# Gundis Zámbó

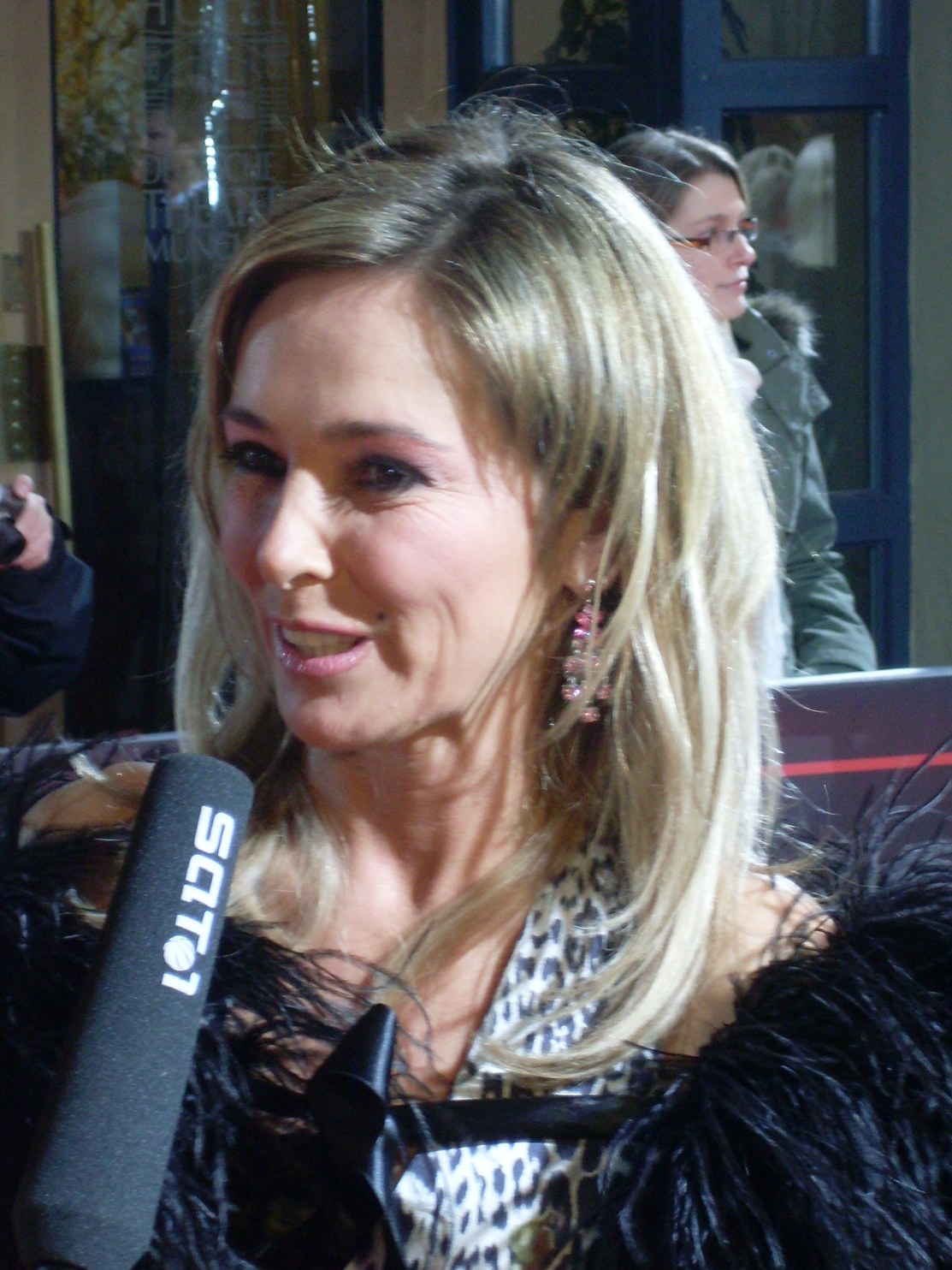
Gundis Zámbó (2008)

Gundis Zámbó (* 5. Juni 1966 in Gratwein, Steiermark, Österreich) ist eine Heilpraktikerin für Psychotherapie und ehemalige Schauspielerin und Moderatorin.

## Karriere
Gundis Zámbó wuchs in Vechta in Südoldenburg auf. Ihre Mutter ist Österreicherin, ihr Vater Ungar. Sie wurde als Kind deutsche Staatsangehörige.
Zámbó legte im Sommer 1985 ihr Abitur in Großburgwedel bei Hannover ab. Danach besuchte sie eine Schauspielschule in Los Angeles mit gleichzeitiger Modeltätigkeit. Im Anschluss daran kehrte sie nach Deutschland zurück und absolvierte eine Ausbildung zur staatlich geprüften Fremdsprachenkorrespondentin in Hannover. In der Folge arbeitete sie als Synchronsprecherin.
1989 erhielt sie beim bayerischen Privatsender Tele 5 eine Festanstellung als Moderatorin. Sie präsentierte dort das Kinderformat Bim Bam Bino sowie die Clipshow Bitte lächeln. Später wechselte sie zu Sat.1 und moderierte dort einige Quizshows. Zwischen 1996 und 2000 moderierte Zámbó Die Vorher-Nachher Show auf tm3. Ab den 1990er Jahren spielte sie vermehrt kleinere Rollen in Krimiserien wie Derrick und Der Alte.
1996 übernahm sie die Leitung einer Redaktion bei ProSieben. 1997 gründete sie ein eigenes Produktionsunternehmen und arbeitet seither nebenbei als Autorin, unter anderem für das Golf Journal.
2007 erschien ihr autobiografisches Buch Mein heimlicher Hunger. Ich hatte Essstörungen und bin geheilt, in welchem Zámbó erstmals öffentlich von ihrer Erkrankung an Bulimie und deren Genesung berichtet.
Im Januar 2009 nahm sie an der RTL-Sendung Ich bin ein Star – Holt mich hier raus! teil.
Für die Septemberausgabe 2009 des Playboy ließ sie sich unbekleidet ablichten.
2012 absolvierte Zámbó an der Paracelsus-Schule in München eine Ausbildung zur Heilpraktikerin für Psychotherapie.  Anschließend absolvierte sie eine Hospitanz in einer Spezialklinik für Essstörungen, und arbeitet seitdem als Therapeutin in einer privaten Klinik für Psychiatrie-Patienten in Tutzing bei München.

## Privates
Zámbó hat eine Tochter (* 1994).

## Filmografie (Auswahl)
- 1990: Aktenzeichen XY
- 1990–1993: Bim Bam Bino
- 1990–1992: Bitte lächeln
- 1990–1994: Derrick
- 1992–1993: Marienhof
- 1993: Cluedo – Das Mörderspiel (Gameshow auf Sat.1)
- 1994–1995: Riskier’ was (Gameshow auf Sat.1)
- 1997–2001: Die Vorher Nachher Show
- 2001–2006: Der Alte
- 2002: Siska (Wenn du erstmal tot bist)
- 2003: Baltic Storm
- 2009: Ich bin ein Star – Holt mich hier raus!
- 2015: Secret Hunters